# Die Minensucherin
Die Minensucherin ist ein deutscher Fernsehfilm aus dem Jahr 2011. Das Filmdrama hatte seine Erstausstrahlung am 4. April 2011 im ZDF, wobei der Film von etwa 4,44 Mio. Zuschauern gesehen wurde, was einem Marktanteil von 13,3 Prozent entsprach. Der Film wurde mit mehreren Laiendarstellern in den Nebenrollen Anfang 2010 in Namibia gedreht.

## Handlung
Die beurlaubte Bauingenieurin und Berufsschullehrerin Nina Schneider reist mit ihrem Kollegen ins ostangolanische Luena. In der Hauptstadt der Provinz Moxico hat sie vor für drei Monate Schulkinder zu unterrichten. Die Lage in dem Land ist allerdings katastrophaler als gedacht. Überall liegt verrostetes Kriegsgerät herum, Kinder spielen auf den kaputten Straßen und alles scheint zu verfallen. Als die kleine lebensfrohe Mumbi durch eine Landmine verstirbt, macht sich Nina große Vorwürfe.
Also beschließt Nina bei dem Südafrikaner Mike Mason eine Ausbildung zur Minenräumerin zu machen. Innerhalb von zwei Wochen durchläuft sie mit zehn weiteren Freiwilligen die Ausbildung. Dabei lernt sie auch den alkoholkranken Arzt kennen. Ihr allererster Auftrag führt sie in die Nähe eines Kupferstollens im Zentrum des Landes, wo sie sowohl Tretminen als auch tödliche Splitterminen aufspüren, entschärfen und entsorgen soll. Neben den persönlichen Rivalitäten zwischen den Minensuchern erschweren auch angolanische Soldaten das Vorhaben. Und dann steht Nina plötzlich mit einem Fuß auf einer Sprengfalle.

## Kritiken
„Solide gespieltes, als lange Rückblende erzähltes (Fernseh-)Selbstfindungsdrama, das inszenatorisch brav, vorhersehbar und eindimensional ein herkömmliches Frauenschicksal mit den Nachwehen des Bürgerkrieges in Angola verbindet.“

„Den Blick der deutschen TV-Zuschauer auf dieses Thema zu lenken, ist durchaus lobenswert, doch zu hölzern und stellenweise arg klischeelastig wurde hier ein Handlungsgerüst um die Hauptdarstellerin gestrickt, der man zudem ihre Rolle einfach nicht abkaufen will.“

„Regisseur Marcus O. Rosenmüller, der zusammen mit Susanne Beck und Thomas Eifler auch das Drehbuch schrieb, ist ein sensibler Film gelungen. Gleichwohl schreckt er nicht davor zurück, mit eindringlichen Bildern die Heimtücke der Situation zu verdeutlichen“

„Man muss dem Film von Marcus O. Rosenmüller zugute halten, dass er sich mächtig ins Zeug legt, um Aufklärung über die Landminen-Tragödie zu betreiben. […] Doch wie sich wieder zeigt, machen die allerbesten Absichten noch keinen guten Film. Alle sprechen, oh Wunder, Deutsch. Das ist praktisch, auch sonst ist das hier eine klare, eindimensionale Welt, die Dialoge plakativ und die Handlung vorhersehbar. Das Böse ist klein und heimtückisch, alle anderen sind die Opfer. Die Einheimischen sowieso, aber auch irgendwie die Weißen, die mit Schuld und einem furchtbar schlechten Gewissen beladen sind“

„Marcus O. Rosenmüller gelingt es bei allem aufklärerischen Anspruch nicht, das Leid des afrikanischen Kontinents aus dem Bildhintergrund in den Vordergrund zu holen – und wenn er es doch mal tut, dann nur, um seine etwas einfältige Heldin in die Selbsterkenntnis zu schubsen. Fürchterlich, wie sich die Kamera in diesen Momenten an den Minenopfern weidet, die mit fehlenden Gliedmaßen durch die Buschschule humpeln. […] Als Drama über einen der gefährlichsten Jobs der Welt wirkt der Film einfach nur beschämend. […] Der Film mit all den süßen verstümmelten Kindern verkommt zum obszönen eurozentrischen Selbstfindungs-Trash.“

## Interviews
- Daniela Decker: Hannes Jaenicke im Interview zu dem ZDF-Fernsehfilm „Die Minensucherin“
- Nicole Richter: Hannes Jaenicke spricht über seinen Film, bild.de, 4. April 2011
- Rupert Huber: Hannes Jaenicke: Der unbequeme Schauspieler, Augsburger Allgemeine, 1. April 2011
- Christine Neubauer „Landminenopfer brauchen unsere Hilfe“, drk.de, 17. März 2011